# Europees kampioenschap hockey B-landen vrouwen 2007
Het tweede officiële Europees kampioenschap hockey voor B-landen (vrouwen) had plaats van zondag 2 september tot en met zondag 9 september 2007 in Siauliai, Litouwen. Het tweejaarlijkse evenement wordt in de wandelgangen ook wel de Nations Trophy genoemd, en is een kwalificatietoernooi voor het EK hockey voor A-landen: de nummers één en twee promoveren, en mogen twee jaar later aldus meedoen aan het 'grote' EK. De laatste twee in de eindrangschikking degraderen en spelen twee jaar later op het EK hockey voor C-landen.
De top drie is gekwalificeerd voor een van de drie olympischie kwalificatietoernooien voor de Zomerspelen van 2008 in Peking.
Het toernooi staat onder auspiciën van de Europese Hockey Federatie.
Alle genoemde tijdstippen zijn in MEZT (=lokale tijd -1 uur).

## Uitslagen voorronde

### Groep A
| Team        | G | W | GL | V | P | DV | DT |
| ----------- | - | - | -- | - | - | -- | -- |
| Wit-Rusland | 3 | 2 | 0  | 1 | 6 | 14 | 4  |
| België      | 3 | 2 | 0  | 1 | 6 | 13 | 6  |
| Frankrijk   | 3 | 2 | 0  | 1 | 6 | 9  | 5  |
| Oostenrijk  | 3 | 0 | 0  | 3 | 0 | 2  | 23 |

| 02-09 | 10:00 | Frankrijk   | Oostenrijk  | 5 - 1 |
|       | 12:00 | België      | Wit-Rusland | 1 - 4 |
| 03-09 | 14:00 | Frankrijk   | Wit-Rusland | 2 - 1 |
|       | 16:00 | België      | Oostenrijk  | 9 - 0 |
| 05-09 | 10:00 | Frankrijk   | België      | 2 - 3 |
|       | 12:00 | Wit-Rusland | Oostenrijk  | 9 - 1 |

### Groep B
| Team      | G | W | GL | V | P | DV | DT |
| --------- | - | - | -- | - | - | -- | -- |
| Schotland | 3 | 3 | 0  | 0 | 9 | 10 | 5  |
| Rusland   | 3 | 1 | 1  | 1 | 4 | 6  | 4  |
| Litouwen  | 3 | 1 | 1  | 1 | 4 | 5  | 5  |
| Tsjechië  | 3 | 0 | 0  | 3 | 0 | 5  | 12 |

| 02-09 | 14:00 | Schotland | Tsjechië | 4 - 2 |
|       | 16:00 | Rusland   | Litouwen | 0 - 0 |
| 04-09 | 14:00 | Rusland   | Tsjechië | 5 - 1 |
|       | 16:00 | Schotland | Litouwen | 3 - 2 |
| 05-09 | 14:00 | Schotland | Rusland  | 3 - 1 |
|       | 16:00 | Litouwen  | Tsjechië | 3 - 2 |

## Plaats 5 t/m 8
De nummers 3 en 4 uit beide groepen speelden ieder nog twee wedstrijden tegen de ploegen waar ze nog niet tegen gespeeld hadden. Voor elke ploeg gold dus dat ze tegen de twee ploegen spelen uit de andere groep. Het klassement voor de plaatsen 5 tot en met 8 werd opgemaakt met deze wedstrijden, maar ook de wedstrijd tegen de groepsgenoot uit de voorronde telde mee in het klassement.
De teams die als zevende en achtste eindigden degradeerden uit de B-groep en komen de volgende keer uit op het Europees kampioenschap voor C-landen.

### Groep C
| Team       | G | W | GL | V | P | DV | DT |
| ---------- | - | - | -- | - | - | -- | -- |
| Frankrijk  | 3 | 3 | 0  | 0 | 9 | 8  | 2  |
| Litouwen   | 3 | 2 | 0  | 1 | 6 | 6  | 3  |
| Tsjechië   | 3 | 1 | 0  | 2 | 3 | 7  | 5  |
| Oostenrijk | 3 | 0 | 0  | 3 | 0 | 1  | 12 |

| vr 07-09 | 10:00 | Oostenrijk | Litouwen | 0 - 3 |
|          | 12:00 | Frankrijk  | Tsjechië | 2 - 1 |
| za 08-09 | 14:00 | Oostenrijk | Tsjechië | 0 - 4 |
|          | 16:00 | Frankrijk  | Litouwen | 1 - 0 |

## PLaats 1 t/m 4
| 07-09        | 14:00 | België      | Schotland   | 0 - 2 |
|              | 16:30 | Wit-Rusland | Rusland     | 1 - 2 |
| Troostfinale |       |             |             |       |
| 09-09        | 11:00 | België      | Wit-Rusland | 4 - 1 |
| Finale       |       |             |             |       |
| 09-09        | 13:30 | Schotland   | Rusland     | 3 - 1 |

## Eindrangschikking
| rang   | land        |
| ------ | ----------- |
| Goud   | Schotland   |
| Zilver | Rusland     |
| Brons  | België      |
| 4      | Wit-Rusland |
| 5      | Frankrijk   |
| 6      | Litouwen    |
| 7      | Tsjechië    |
| 8      | Oostenrijk  |